# Alfonso Mora
Alfonso Mora, noto anche come Alfonso González-Mora (Washington, 23 maggio 1964), è un tennista venezuelano nato negli Stati Uniti.
Specialista del doppio, ha vinto due titoli nel circuito maggiore e tre nelle ATP Challenger Series e ha raggiunto l'89º posto del ranking ATP nel maggio 1991. Ha giocato tutti i tornei del Grande Slam e ha vinto un solo incontro all'Open di Francia 1990. Ha esordito nella squadra venezuelana di Coppa Davis nel 1985.

## Carriera
A inizio carriera si mette in luce in singolare ed è in questa specialità che fa il suo debutto nella squadra venezuelana di Coppa Davis nell'edizione 1985, collezionando due sconfitte nella sfida persa 5-0 contro il Brasile. Saranno gli unici incontri che gioca in singolare in Davis, dimostra ben presto di essere più competitivo in doppio e l'anno successivo, nella sfida persa 3-2 contro l'Uruguay, viene schierato in doppio e vince in coppia con Inaqui Calvo. Nel 1988 esordisce e vince i primi incontri nel circuito Challenger, ad agosto fa il suo esordio nel circuito maggiore all'ATP Saint-Vincent in coppia con Howard Endelman ed escono di scena al primo turno.
Il primo risultato di rilievo a livello internazionale arriva nel febbraio 1989, quando alza il suo primo trofeo da professionista al Challenger di Lagos, dove in coppia con James Schor supera in finale Jacco Eltingh / Paul Haarhuis in tre set. Si ripete ad aprile vincendo anche il Jerusalem Challenger assieme a Mark Ozer. Il mese successivo vince per la prima volta un incontro nel circuito maggiore al torneo di doppio di Firenze. A luglio si spinge fino ai quarti al Grand Prix di Washington e il mese dopo consegue il suo miglior risultato in carriera in singolare raggiungendo i quarti al New Haven Challenger. A fine mese esordisce in doppio in una prova del Grande Slam con una sconfitta al primo turno degli US Open.
Esce al primo turno anche agli Australian Open 1990, mentre a marzo vince il suo primo incontro in un ATP Championship Series a Miami. Il mese successivo disputa la sua prima finale in un torneo ATP a Orlando in coppia con Brian Page e vengono sconfitti da Scott Davis / David Pate con il punteggio di 3-6, 5-7. Al Roland Garros vince con Page l'unico incontro in carriera in una prova del Grande Slam e vengono eliminati al secondo turno da Gustavo Luza / Cassio Motta. Eliminato al primo turno a Wimbledon e agli US Open, a ottobre vince il Manaus Challenger in coppia con Shelby Cannon. Il 28 ottobre conquista assieme a Cannon il suo primo titolo ATP a San Paolo del Brasile superando in finale su Mark Koevermans / Luiz Mattar per 6-7, 6-3, 7-6. Dopo la finale persa al successivo Rio de Janeiro Challenger, Mora chiude la stagione con il suo nuovo miglior ranking ATP alla 102ª posizione mondiale.
All'inizio del 1991 si spinge fino ai quarti all'ATP di Auckland ed entra per la prima volta nella top 100 della classifica. Vince altri incontri ATP e, dopo aver nuovamente raggiunto il secondo turno a Miami, il 25 marzo si trova all'89º posto mondiale, che resterà il suo miglior ranking in carriera. Dopo una serie di risultati negativi, a giugno vince il suo secondo e ultimo titolo ATP a Genova, dove in coppia con Marcos Górriz ha la meglio in finale su Massimo Ardinghi / Massimo Boscatto per 5-7, 7-5, 6-3. Nel prosieguo della stagione vince solo 4 dei 21 incontri disputati.
Il momento negativo prosegue nel 1992, scende progressivamente nel ranking e deve tornare a giocare nei Challenger raggiungendo nell'arco della stagione solo la finale a Ginevra. Disputa solo quattro tornei ATP e nessuno del Grande Slam, a giugno esce dalla top 200 e vi fa ritorno due mesi dopo. Nel 1993 disputa 8 tornei vincendo in totale due soli incontri e fa la sua ultima apparizione tra i professionisti alle qualificazioni di Wimbledon, dove in coppia con Greg Rusedski viene eliminato al primo turno. Chiude così la carriera a 29 anni, farà un'ulteriore apparizione in un torneo Challenger venezuelano nel 1998 e l'ultima nel 2004 in un torneo Futures venezuelano.

## Statistiche

### Doppio

#### Vittorie (2)
| N. | Data            | Torneo                               | Superficie    | Compagno      | Avversari in finale               | Punteggio     |
| 1. | 28 ottobre 1990 | ATP Saõ Paulo, San Paolo del Brasile | Sintetico     | Shelby Cannon | Mark Koevermans Luiz Mattar       | 6–7, 6–3, 7–6 |
| 2. | 23 giugno 1991  | ATP Genoa, Genova                    | Terra battuta | Marcos Górriz | Massimo Ardinghi Massimo Boscatto | 5–7, 7–5, 6–3 |

#### Finali perse (1)
| N. | Data          | Torneo                            | Superficie | Compagno   | Avversari in finale    | Punteggio |
| 1. | 8 aprile 1990 | Verizon Tennis Challenge, Orlando | Cemento    | Brian Page | Scott Davis David Pate | 3–6, 5–7  |

### Tornei Challenger

#### Doppio

##### Vittorie (3)
| Legenda tornei minori |
| Challenger (10)       |
| Futures (21)          |

| N. | Data             | Torneo                            | Superficie | Compagno      | Avversari in finale          | Punteggio     |
| 1. | 19 febbraio 1989 | Lagos Open, Lagos                 | Cemento    | James Schor   | Jacco Eltingh Paul Haarhuis  | 4–6, 7–6, 6–2 |
| 2. | 15 aprile 1989   | Jerusalem Challenger, Gerusalemme | Cemento    | Mark Ozer     | Nick Brown Nicholas Fulwood  | 6–3, 6–4      |
| 3. | 7 ottobre 1990   | Manaus Challenger, Manaus         | Cemento    | Shelby Cannon | Ricardo Acioly Mauro Menezes | 7–6, 6–4      |